# Примитивность
Примитивность (в филогенетике) — совокупность наследованных той или иной группой организмов признаков, которые были присущи предкам этой группы, однако в процессе эволюции были изменены или утрачены большинством потомков.
Понятие «примитивный» может быть также замещено понятием «плезиоморфный». Характеристику «примитивный/продвинутый» не рекомендуется применять по отношению к биологическим видам, так как не все признаки предков, считающиеся примитивными, развиваются у потомков с одинаковой скоростью и в одинаковой мере, и в более развитом организме могут сочетаться как современные, так и архаичные черты.